# Feins-en-Gâtinais
Pour les articles homonymes, voir Feins (homonymie) et Gâtinais (homonymie).
Feins-en-Gâtinais est une commune française, située dans le département du Loiret en région Centre-Val de Loire.
Bien que son nom laisse supposer une appartenance au Gâtinais, elle appartient géographiquement et historiquement à la Puisaye.
Dans les parlers locaux gâtinais et poyaudin, le s final du nom de cette commune est prononcé.

## Géographie

### Localisation et communes limitrophes

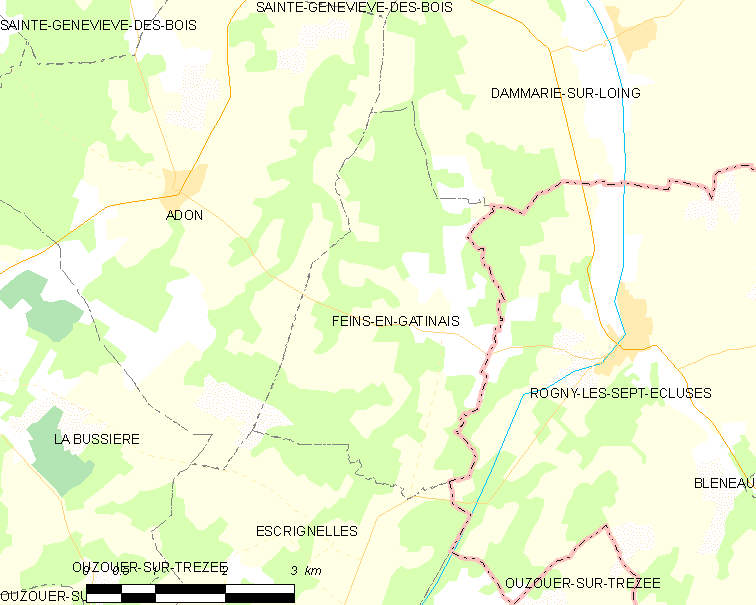
Carte de la commune de Feins-en-Gâtinais et des communes limitrophes.

La commune de Feins-en-Gâtinais se trouve dans le quadrant sud-est du département du Loiret, dans la région agricole de la Puisaye. À vol d'oiseau, elle se situe à 71,8 km  d'Orléans, préfecture du département, à 28,9 km de Montargis, sous-préfecture, et à 14,3 km de Briare, ancien chef-lieu du canton dont dépendait la commune avant mars 2015. La commune fait partie du bassin de vie de Châtillon-Coligny dont elle est éloignée de 8,3 km.
|               | Dammarie-sur-Loing (5,2 km) |                                         |
| Adon (3,8 km) | Feins-en-Gâtinais           | Rogny-les-Sept-Écluses (3,4 km) (Yonne) |
|               | Escrignelles (3,7 km)       |                                         |

Les autres communes proches sont : La Bussière (6,8 km), Breteau (8,1 km), Sainte-Geneviève-des-Bois (8,2 km), Châtillon-Coligny (8,3 km), Aillant-sur-Milleron (8,5 km) et Ouzouer-sur-Trézée (8,6 km).

### Géologie et relief

#### Géologie
La commune se situe dans le sud du Bassin parisien, le plus grand des trois bassins sédimentaires français. Cette vaste dépression, occupée dans le passé par des mers peu profondes et des lacs, a été comblée, au fur et à mesure que son socle s’affaissait, par des sables et des argiles, issus de l’érosion des reliefs alentours, ainsi que des calcaires d’origine biologique, formant ainsi une succession de couches géologiques.
Les couches affleurantes sur le territoire communal sont constituées de formations superficielles du Quaternaire et de roches sédimentaires datant du Cénozoïque, l'ère géologique la plus récente sur l'échelle des temps géologiques, débutant il y a 66 millions d'années, et du Mésozoïque, anciennement appelé Ère secondaire, qui s'étend de −252,2 à −66,0 Ma. La formation la plus ancienne est de la craie blanche à silex remontant à la période Crétacé. La formation la plus récente est des alluvions et colluvions du fond des vallées secondaires remontant à l’époque Holocène de la période Quaternaire. Le descriptif de ces couches est détaillé dans  la feuille « n°400 - Châtillon-Coligny » de la carte géologique au 1/50 000ème du département du Loiret, et sa notice associée.

Carte géologique de la commune.

|  | FC : | alluvions et colluvions du fond des vallées secondaires, Holocène |

|  | m3-p1SASo : | sables et argiles de Sologne, Langhien supérieur à Pliocène inférieur |

|  | e7-g1CBr : | calcaires de Gien et de Briare, Éocène supérieur à Oligocène |

|  | e1-4S :  | formations détritiques (argiles, sables, conglomérats) et Argiles à silex, Paléocène-Éocène inférieur |
|  | e1-4Rc : | complexe argilo-sableux à silex = argiles à silex, Paléocène-Éocène inférieur                         |

|  | c2Cr : | craie blanche à silex, Turonien |

#### Relief
La superficie cadastrale de la commune publiée par l’Insee, qui sert de références dans toutes les statistiques, est de 11,89 km2,. La superficie géographique, issue de la BD Topo, composante du Référentiel à grande échelle produit par l'IGN, est quant à elle de 11,85 km2. Son relief est relativement plat puisque la dénivelée maximale atteint 29 mètres. L'altitude du territoire varie entre 150 m et 179 m.

### Climat
Pour des articles plus généraux, voir Climat du Centre-Val de Loire et Climat du Loiret.
En 2010, le climat de la commune est de type climat océanique dégradé des plaines du Centre et du Nord, selon une étude du CNRS s'appuyant sur une série de données couvrant la période 1971-2000. En 2020, Météo-France publie une typologie des climats de la France métropolitaine dans laquelle la commune est exposée à un climat océanique altéré et est dans la région climatique Centre et contreforts nord du Massif Central, caractérisée par un air sec en été et un bon ensoleillement.
Pour la période 1971-2000, la température annuelle moyenne est de 10,7 °C, avec une amplitude thermique annuelle de 15,8 °C. Le cumul annuel moyen de précipitations est de 733 mm, avec 11,2 jours de précipitations en janvier et 7,3 jours en juillet. Pour la période 1991-2020, la température moyenne annuelle observée sur la station météorologique de Météo-France la plus proche, sur la commune de Nogent-sur-Vernisson à 13 km à vol d'oiseau, est de 11,7 °C et le cumul annuel moyen de précipitations est de 738,5 mm,. Pour l'avenir, les paramètres climatiques de la commune estimés pour 2050 selon différents scénarios d'émission de gaz à effet de serre sont consultables sur un site dédié publié par Météo-France en novembre 2022.

### Milieux naturels et biodiversité

#### Site Natura 2000
Le réseau Natura 2000 est un réseau écologique européen de sites naturels d’intérêt écologique élaboré à partir des Directives «Habitats » et «Oiseaux ». Ce réseau est constitué de Zones Spéciales de Conservation (ZSC) et de Zones de Protection Spéciale (ZPS). Dans les zones de ce réseau, les États Membres s'engagent à maintenir dans un état de conservation favorable les types d'habitats et d'espèces concernés, par le biais de mesures réglementaires, administratives ou contractuelles. L'objectif est de promouvoir une gestion adaptée des habitats tout en tenant compte des exigences économiques, sociales et culturelles, ainsi que des particularités régionales et locales de chaque État Membre. les activités humaines ne sont pas interdites, dès lors que celles-ci ne remettent pas en cause significativement l’état de conservation favorable des habitats et des espèces concernés,. Un site Natura 2000 est présent sur le territoire communal de Feins-en-Gâtinais.
| Nom                      | Numéro    | Type                       | Arrêté           | Superficie | Description |
| ------------------------ | --------- | -------------------------- | ---------------- | ---------- | --- |
| « Étangs de la Puisaye » | FR2400527 | SIC (Directive "Habitats") | 29 novembre 2011 | 403 ha     | La zone est constituée de vastes étangs à marnage important mis en place au XVIe siècle en vue de l'alimentation du canal de Briare et formant aujourd'hui un réseau d'étangs privés de plus petite taille et ruisseaux associés à des zones humides prairiales et à des roselières. Sont présentes des stations spectaculaires de gratiole officinale et de littorelle (protégées nationalement), d'utriculaires, de gentiane pneumonanthe et d'hottonie des marais. |

#### Zones nationales d'intérêt écologique, faunistique et floristique
L’inventaire des zones naturelles d'intérêt écologique, faunistique et floristique (ZNIEFF) a pour objectif de réaliser une couverture des zones les plus intéressantes sur le plan écologique, essentiellement dans la perspective d’améliorer la connaissance du patrimoine naturel national et de fournir aux différents décideurs un outil d’aide à la prise en compte de l’environnement dans l’aménagement du territoire. Le territoire communal de Feins-en-Gâtinais comprend trois ZNIEFF.
| Désignation                                                     | Type   | Superficie      | Description | Carte |
| --------------------------------------------------------------- | ------ | --------------- | --- | ----- |
| « Étang des Plains »                                            | type 1 | 5,55 hectares   | Cet étang se localise en plein bois à 1,4 km au nord du bourg de Feins-en-Gâtinais. Son altitude est de 155 m. Un cortège floristique comparable à celui des étangs de Puisaye, distants de quelques kilomètres au sud, est présent, avec des populations de Littorelle à une fleur (Littorella uniflora) et de Gratiole officinale (Gratiola officinalis) mais aussi de Marisque (Cladium mariscus) espèce typique des zones calcaires qui se trouve ici en contexte original.                          |       |
| « Étang du Bondon »                                             | type 1 | 13 hectares     | 0Cet étang est situé à l'ouest du bourg. Son altitude varie entre 162 et 163 m. L'intérêt ornithologique de cet étang, mis en évidence dans l'inventaire de première génération, a été confirmé lors de l'actualisation puisque 19 espèces d'oiseaux déterminants ont été recensés. On notera tout particulièrement la présence de la nette rousse, rare en région Centre-Val de Loire. En termes floristiques, une seule espèce déterminante est présente : l'Hottonie des marais (Hottonia palustris). |       |
| « Étangs, bocage, landes et forêts de Puisaye au sud du Loing » | type 2 | 18 396 hectares | Cette zone s'étend sur 20 communes. Son altitude varie entre 145 et 313 m. Le principal habitat déterminant est celui d'eaux douces stagnantes. |       |

Ville fleurie : une fleur attribuée par le conseil national des villes et villages fleuris de France au concours des villes et villages fleuris.

## Histoire

### Toponymie
Feins vient du latin Fines (Limites), traduction gallo-romaine du toponyme gaulois *equoranda, souvent associé à la frontière entre deux peuples gaulois, dont la dérivation directe la plus fréquente est Ingrandes.

## Urbanisme

### Typologie
Au 1er janvier 2024, Feins-en-Gâtinais est catégorisée commune rurale à habitat très dispersé, selon la nouvelle grille communale de densité à sept niveaux définie par l'Insee en 2022.
Elle est située hors unité urbaine et hors attraction des villes,.

### Occupation des sols
L'occupation des sols de la commune, telle qu'elle ressort de la base de données européenne d’occupation biophysique des sols Corine Land Cover (CLC), est marquée par l'importance des forêts et milieux semi-naturels (53,7 % en 2018), une proportion identique à celle de 1990 (53,7 %). La répartition détaillée en 2018 est la suivante : 
forêts (53,7 %), terres arables (31,8 %), prairies (13 %), zones agricoles hétérogènes (1,5 %).
L'évolution de l’occupation des sols de la commune et de ses infrastructures peut être observée sur les différentes représentations cartographiques du territoire : la carte de Cassini (XVIIIe siècle), la carte d'état-major (1820-1866) et les cartes ou photos aériennes de l'IGN pour la période actuelle (1950 à aujourd'hui).

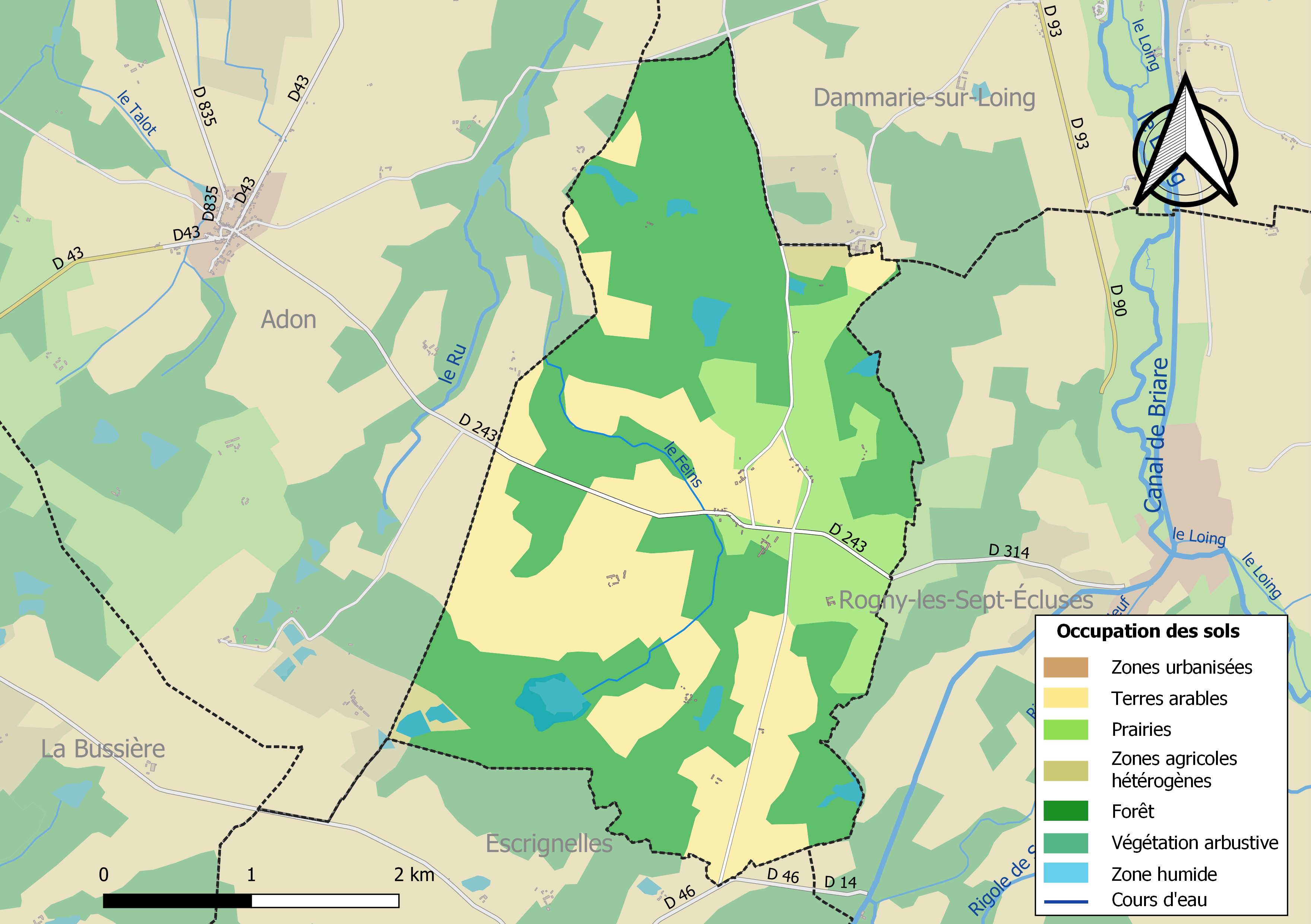
Carte des infrastructures et de l'occupation des sols de la commune en 2018 (CLC).
Carte orthophotographique de la commune en 2016.

### Planification

#### SCoT du pays giennois
La loi SRU du 13 décembre 2000 a incité fortement les communes à se regrouper au sein d’un établissement public, pour déterminer les partis d’aménagement de l’espace au sein d’un SCoT, et ce sous peine de ne plus pouvoir ouvrir à l’urbanisation de nouveaux espaces. En effet, dans certaines conditions, en l’absence de SCoT approuvé, les zones naturelles (N) et les zones d’urbanisation future (AU) ne peuvent plus, sauf dérogation, être ouvertes à l’urbanisation. Tel est le principe posé par l’article L.122-2 du Code de l’urbanisme. En application des dispositions de l'article L.122-18 du Code de l'urbanisme, le Schéma Directeur de la Région de Gien approuvé le 16 juillet 1996 avait été maintenu avec valeur de Schéma de Cohérence Territoriale. Le Schéma regroupait les communes de Coullons, Gien, Nevoy, Poilly-lez-Gien, Saint-Brisson-sur-Loire, Saint-Gondon, Saint-Martin-sur-Ocre. En l'absence de délibération de la communauté des communes giennoises, sur son évolution à l'échéance du délai de 10 ans à compter du 13 décembre 2000, ce SCot est devenu caduc à compter du 13 décembre 2010.
En se dotant de la compétence « élaboration, gestion et suivi d’un Schéma de Cohérence Territoriale à l’échelle du Pays du Giennois » par arrêté préfectoral du 11 mars 2010, le Syndicat mixte du Pays du Giennois s'engage en faveur d’un projet global d’aménagement et de développement durable du territoire du pays du Giennois. Le schéma de cohérence territoriale du pays giennois, qui regroupe 31 communes dont Feins-en-Gâtinais, a ainsi été prescrit le 4 novembre 2010. Le projet de schéma a été arrêté le 30 juin 2015 puis soumis à l'enquête en octobre 2015 et approuvé le 29 mars 2016 et est opposable depuis le 8 avril 2016,.

### Voies de communication et transports

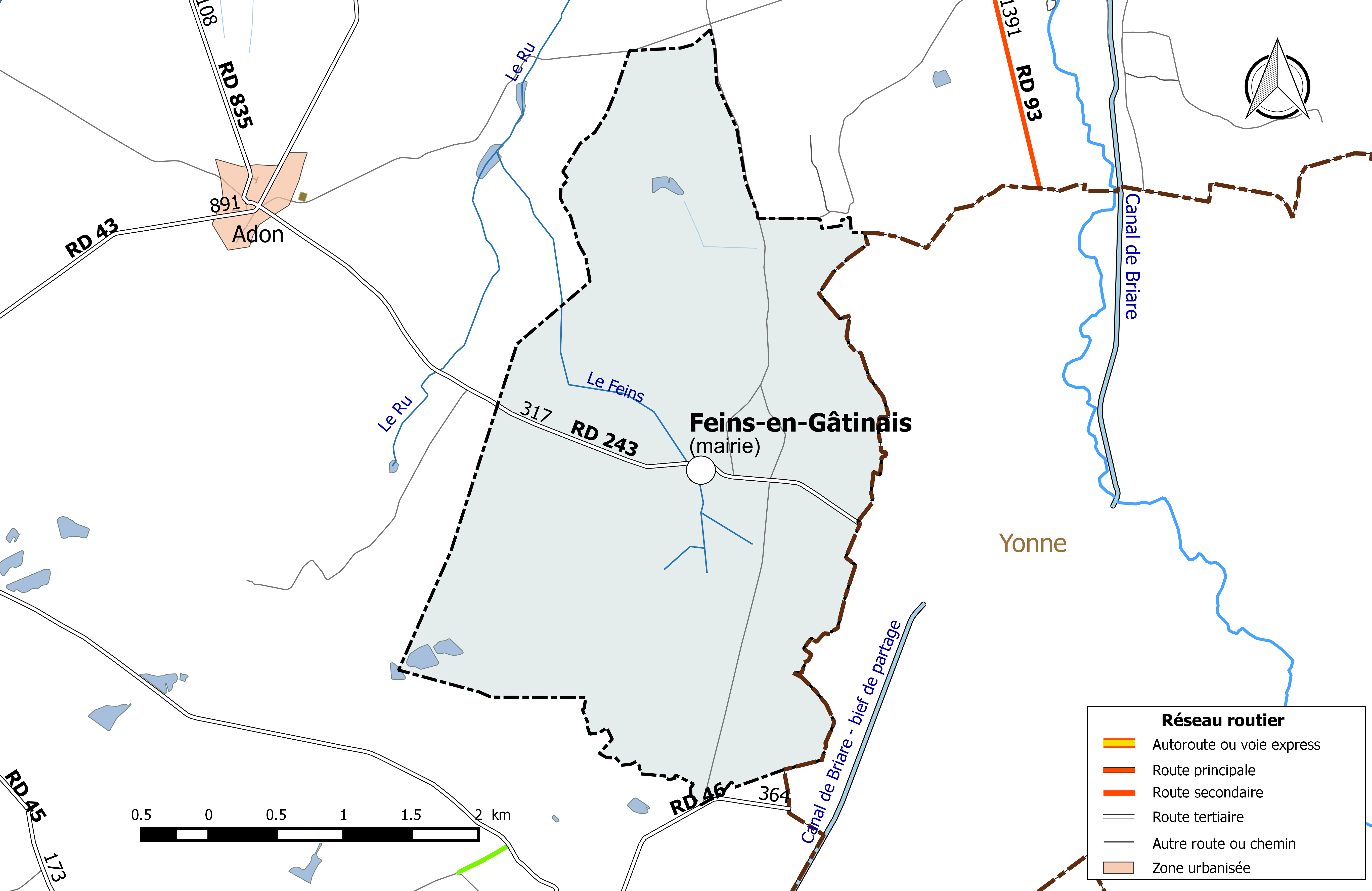
Réseau routier principal de la commune de Feins-en-Gâtinais (avec indication du trafic routier 2014).

### Risques naturels et technologiques
La commune de Feins-en-Gâtinais est vulnérable à différents aléas naturels : climatiques (hiver exceptionnel ou canicule), mouvements de terrains ou sismique (sismicité très faible). 
Entre 1989 et 2019, deux arrêtés ministériels ayant porté reconnaissance de catastrophe naturelle ont été pris pour le territoire de la commune  pour des inondations et coulées de boues.
Le territoire de la commune peut être concerné par un risque d'effondrement de cavités souterraines non connues. Une cartographie départementale de l'inventaire des cavités souterraines et des désordres de surface a été réalisée. Il a été recensé sur la commune plusieurs effondrements de cavités.
Par ailleurs, le sol du territoire communal peut faire l'objet de mouvements de terrain liés à la sécheresse. Le phénomène de retrait-gonflement des argiles est la conséquence d'un changement d'humidité des sols argileux. Les argiles sont capables de fixer l'eau disponible mais aussi de la perdre en se rétractant en cas de sécheresse. Ce phénomène peut provoquer des dégâts très importants sur les constructions (fissures, déformations des ouvertures) pouvant rendre inhabitables certains locaux. Celui-ci a particulièrement affecté le Loiret après la canicule de l'été 2003. Une grande partie du territoire de la commune est soumise à un aléa « moyen » face à ce risque, selon l'échelle définie par le Bureau de recherches géologiques et minières (BRGM).
Depuis le 22 octobre 2010, la France dispose d’un nouveau zonage sismique divisant le territoire national en cinq zones de sismicité croissante. La commune, à l’instar de l’ensemble du département,  est concernée par un risque très faible.

## Politique et administration

### Découpage territorial

#### Bloc communal: Commune et intercommunalités
La paroisse de Feings acquiert le statut de municipalité avec le  décret du 12 novembre 1789 de l'Assemblée Nationale puis celui de « commune », au sens de l'administration territoriale actuelle, par le décret de la Convention nationale du 10 brumaire an II (31 octobre 1793). Il faut toutefois attendre la loi du 5 avril 1884 sur l'organisation municipale pour qu'un régime juridique uniforme soit défini pour toutes les communes de France, point de départ de l’affirmation progressive des communes face au pouvoir central.
La commune est orthographiée Feins dans l'arrêté de 1801. En 1918, la Chambre de Commerce de Paris émet le souhait « qu'un nom de complément soit donné aux localités qui portent une dénomination identique » afin d'éviter toute confusion dans les transmissions postales et le transport des marchandises. Le gouvernement accueille favorablement cette demande et le 7 juin 1918 le préfet du Loiret invite 82 communes du Loiret ayant des homonymes dans d'autres départements à compléter leur nom. Vingt-trois conseils municipaux refusent. La commune de Feins, quant à elle, prend le nom de Feins-en-Gâtinais à la suite du décret du 5 août 1919.
La commune est membre de la Communauté de communes du canton de Briare depuis sa création le 29 décembre 1997, une intercommunalité issue de la transformation en communauté de communes de l'ancien SIVOM du canton de Briare, créé en mai 1962. Depuis le 1er janvier 2017, la commune est membre de la communauté de communes du Berry Loire Puisaye, issue de la fusion de la communauté de communes du canton de Briare et de la communauté de communes du canton de Châtillon-sur-Loire.

#### Circonscriptions de rattachement
La loi du 22 décembre 1789 divise le pays en 83 départements découpés chacun en six à neuf districts eux-mêmes découpés en cantons regroupant des communes. Les districts, tout comme les départements, sont le siège d’une administration d’État et constituent à ce titre des circonscriptions administratives. La commune de Feings est alors incluse dans le canton d'Ouzouer-sur-Trézée, le district de Gien et le département du Loiret.
La recherche d’un équilibre entre la volonté d’organiser une administration dont les cadres permettent l’exécution et le contrôle des lois d’une part, et la volonté d’accorder une certaine autonomie aux collectivités de base (paroisses, bourgs, villes) d’autre part, s’étale de 1789 à 1838. Les découpages territoriaux évoluent ensuite au gré des réformes visant à décentraliser ou recentraliser l'action de l'État. La régionalisation fonctionnelle des services de l'État (1945-1971) aboutit à la création de régions. L'acte I de la décentralisation de 1982-1983 constitue une étape importante en donnant l'autonomie aux collectivités territoriales, régions, départements et communes. L'acte II intervient en 2003-2006, puis l'acte III en 2012-2015.
Le tableau suivant présente les rattachements, au niveau infra-départemental, de la commune de Feins-en-Gâtinais aux différentes circonscriptions administratives et électorales ainsi que l'historique de l'évolution de leurs territoires.
| Circonscription             | Nom                | Période   | Type                         | Évolution du découpage territorial |
| --------------------------- | ------------------ | --------- | ---------------------------- | --- |
| District                    | Gien               | 1790-1795 | Administrative               | La commune est rattachée au district de Gien de 1790 à 1795,. La Constitution du 5 fructidor an III, appliquée à partir de vendémiaire an IV (1795) supprime les districts, rouages administratifs liés à la Terreur, mais maintient les cantons qui acquièrent dès lors plus d'importance. |
| Canton                      | Ouzouer sur Trezée | 1790-1801 | Administrative et électorale | Le 10 février 1790, la municipalité de Feings est rattachée au canton d'Ouzouer sur Trezée,. Les cantons sont supprimés, en tant que découpage administratif, par une loi du 26 juin 1793, et ne conservent qu'un rôle électoral. Ils permettent l’élection des électeurs du second degré chargés de désigner les députés. Les cantons acquièrent une fonction administrative avec la disparition des districts en 1795. |
| Canton                      | Briarre            | 1801-2015 | Administrative et électorale | Sous le Consulat, un redécoupage territorial visant à réduire le nombre de justices de paix ramène le nombre de cantons dans le Loiret de 59 à 31. Feings est alors rattachée par arrêté du 9 vendémiaire an X (30 septembre 1801) au canton de Briarre, sous le nom de Feins,. |
| Canton                      | Gien               | 2015-     | Électorale                   | La loi du 17 mai 2013 et ses décrets d'application publiés en février et mars 2014 introduisent un nouveau découpage territorial pour les élections départementales. La commune est alors rattachée au nouveau canton de Gien. Depuis cette réforme, plus aucun service de l'État n'exerce sa compétence sur un territoire s'appuyant sur le nouveau découpage cantonal. Le canton a disparu en tant que circonscription administrative de l'État ; il est désormais uniquement une circonscription électorale dédiée à l'élection d'un binôme de conseillers départementaux siégeant au conseil départemental. |
| Arrondissement              | Gien               | 1801-1926 | Administrative               | Feins est rattachée à l'arrondissement de Gien par arrêté du 9 vendémiaire an X (30 septembre 1801),. |
| Arrondissement              | Orléans            | 1926-     | Administrative               | Sous la Troisième République, en raison d'un endettement considérable et de l'effort nécessaire pour la reconstruction post-Première Guerre mondiale, la France traverse une crise financière. Pour réduire les dépenses de l’État, Raymond Poincaré fait voter plusieurs décrets-lois réformant en profondeur l’administration française : 106 arrondissements sont ainsi supprimés, dont ceux de Gien et de Pithiviers dans le Loiret par décret du 10 septembre 1926. Feins-en-Gâtinais est ainsi transférée de l'arrondissement de Gien à celui d'Orléans,.                                                 |
| Circonscription législative | 3e circonscription | 2010-     | Électorale                   | Lors du découpage législatif de 1986, le nombre de circonscriptions législatives passe dans le Loiret de 4 à 5. Un nouveau redécoupage intervient en 2010 avec la loi du 23 février 2010. En attribuant un siège de député « par tranche » de 125 000 habitants, le nombre de circonscriptions par département varie désormais de 1 à 21,. Dans le Loiret, le nombre de circonscriptions passe de cinq à six. Feins-en-Gâtinais, initialement rattachée à la quatrième circonscription, est, après 2010, rattachée à la troisième circonscription.                                                              |

#### Collectivités de rattachement
La commune de Feins-en-Gâtinais est rattachée au département du Loiret et à la région Centre-Val de Loire, à la fois circonscriptions administratives de l'État et collectivités territoriales.

### Politique et administration municipales

#### Conseil municipal et maire
Depuis les élections municipales de 2014, le conseil municipal  de Feins-en-Gâtinais, commune de moins de 1 000 habitants, est élu au scrutin majoritaire plurinominal à deux tours, les électeurs pouvant modifier les listes, panacher, ajouter ou supprimer des candidats sans que le vote soit nul,  pour un mandat de six ans renouvelable. Il est composé de 7 membres. L'exécutif communal est constitué par le maire, élu par le conseil municipal, parmi ses membres, pour un mandat de six ans, c'est-à-dire pour la durée du mandat du conseil. Pierre Bodier est maire depuis 2014.
| Période                                  | Période  | Identité       | Étiquette | Qualité   |
| ---------------------------------------- | -------- | -------------- | --------- | --------- |
| 2001                                     | 2014     | Clément Gallot |           |           |
| mars 2014                                | En cours | Pierre Bodier, | DVD       | Chauffeur |
| Les données manquantes sont à compléter. |          |                |           |           |

## Équipements et services

### Gestion de l'eau

#### Eau potable
Le service public d’eau potable est une compétence obligatoire des communes depuis l’adoption de la loi du 30 décembre 2006 sur l’eau et les milieux aquatiques. Au 31 décembre 2016, la production et la distribution de l'eau potable sur le territoire communal sont assurées par le syndicat intercommunal d'alimentation en eau potable d'Escrignelles - Feins-en-Gâtinais, un syndicat créé en 1967 desservant deux communes : Escrignelles et Feins-en-Gâtinais,,.
La loi NOTRe du 7 août 2015 prévoit que le transfert des compétences « eau et assainissement » vers les communautés de communes sera obligatoire à compter du 1er janvier 2020. Le transfert d’une compétence entraîne  de  facto  la  mise  à disposition  gratuite  de  plein droit des biens, équipements et services publics utilisés, à la date du transfert, pour l'exercice de ces compétences et la substitution de la communauté dans les droits et obligations des communes,.

#### Eaux usées
Il n'existe pas d'assainissement collectif sur la commune. L’assainissement non collectif (ANC) désigne les installations individuelles de traitement des eaux domestiques qui ne sont pas desservies par un réseau public de collecte des eaux usées et qui doivent en conséquence traiter elles-mêmes leurs eaux usées avant de les rejeter dans le milieu naturel. En 2016, c'est la communauté de communes du canton de Briare qui assure le service public d'assainissement non collectif (SPANC), qui a pour mission de vérifier la bonne exécution des travaux de réalisation et de réhabilitation, ainsi que le bon fonctionnement et l’entretien des installations.

### Gestion des déchets
En  2016, la commune est membre du syndicat mixte de collecte et de traitement des ordures ménagères des cantons de Gien, Châtillon Coligny, Briare et Châtillon-sur-Loire (SMICTOM). Celui-ci assure la collecte et le traitement des ordures ménagères résiduelles en porte à porte, des emballages ménagers recyclables, des encombrants et du verre en points d’apport volontaire. Un réseau de sept déchèteries accueille les encombrants et autres déchets spécifiques (déchets verts, déchets dangereux, gravats, ferraille, cartons…). La déchèterie la plus proche est située sur la commune de Sainte-Geneviève-des-Bois,. L'élimination et la valorisation énergétique des déchets ménagers et de ceux issus de la collecte sélective sont effectuées par le SYCTOM de Gien-Châteauneuf-sur-Loire qui comprend un centre de transfert de déchets ménagers et un centre de stockage de déchets ultimes (CSDU) de classe II à Saint-Aignan-des-Gués ainsi qu'une usine d’incinération des ordures ménagères à Gien-Arrabloy
Depuis le 1er janvier 2017, la « gestion des déchets ménagers » ne fait plus partie des compétences de la commune mais est une compétence obligatoire de la communauté de communes du Berry Loire Puisaye en application de la loi NOTRe du 7 août 2015.

## Population et société

### Démographie
L'évolution du nombre d'habitants est connue à travers les recensements de la population effectués dans la commune depuis 1793. Pour les communes de moins de 10 000 habitants, une enquête de recensement portant sur toute la population est réalisée tous les cinq ans, les populations de référence des années intermédiaires étant quant à elles estimées par interpolation ou extrapolation. Pour la commune, le premier recensement exhaustif entrant dans le cadre du nouveau dispositif a été réalisé en 2008.
En 2022, la commune comptait 30 habitants, en évolution de −18,92 % par rapport à 2016 (Loiret : +1,89 %, France hors Mayotte : +2,11 %).
| 1793 | 1800 | 1806 | 1821 | 1831 | 1836 | 1841 | 1846 | 1851 |
| ---- | ---- | ---- | ---- | ---- | ---- | ---- | ---- | ---- |
| 120  | 198  | 167  | 136  | 173  | 152  | 148  | 162  | 184  |

| 1856 | 1861 | 1866 | 1872 | 1876 | 1881 | 1886 | 1891 | 1896 |
| ---- | ---- | ---- | ---- | ---- | ---- | ---- | ---- | ---- |
| 184  | 180  | 190  | 168  | 182  | 182  | 170  | 175  | 177  |

| 1901 | 1906 | 1911 | 1921 | 1926 | 1931 | 1936 | 1946 | 1954 |
| ---- | ---- | ---- | ---- | ---- | ---- | ---- | ---- | ---- |
| 193  | 185  | 148  | 125  | 109  | 107  | 96   | 106  | 104  |

| 1962 | 1968 | 1975 | 1982 | 1990 | 1999 | 2006 | 2008 | 2013 |
| ---- | ---- | ---- | ---- | ---- | ---- | ---- | ---- | ---- |
| 113  | 111  | 68   | 63   | 59   | 44   | 49   | 50   | 41   |

| 2018 | 2022 | - | - | - | - | - | - | - |
| ---- | ---- | - | - | - | - | - | - | - |
| 34   | 30   | - | - | - | - | - | - | - |